# Liste der 30 höchsten Gebäude im Ruhrgebiet
Diese Liste führt die 30 höchsten Gebäude im Ruhrgebiet mit ihrer strukturellen Mindesthöhe auf. Gelistet werden nur Hochhäuser, nicht jedoch Sendemasten, Fernseh- oder Fernmeldetürme, Kirchtürme, Schornsteine oder ähnliche Bauwerke.

## Liste der 30 höchsten Gebäude im Ruhrgebiet
| Nr. | Gebäude                                     | Höhe in m | Etagen (oberirdisch) | Eröffnung | Stadt               | Architekten                                       | Bemerkung | Adresse                       | Bild |
| --- | ------------------------------------------- | --------- | -------------------- | --------- | ------------------- | ------------------------------------------------- | --- | ----------------------------- | ---- |
| 1.  | Westenergie-Turm                            | 127,0     | 30                   | 1996      | Essen               | Ingenhoven Overdiek Kahlen & Partner              | Hauptsitz der Westenergie (eon), vormals des RWE-Konzerns | Südviertel                    |      |
| 2.  | Rathaus Essen                               | 106,0     | 23                   | 1979      | Essen               | Theodor Seifert                                   | Stadtverwaltung | Stadtkern                     |      |
| 3.  | Postbank-Hochhaus                           | 91,6      | 19                   | 1967      | Essen               | Bauabteilung der Oberpostdirektion Düsseldorf     | Niederlassung Essen der Postbank, vormals Postgiroamt, davor Postscheckamt; als Vorbild diente das Lever House an der Park Avenue in New York aus dem Jahr 1952 im Internationalen Stil                                                          | Südviertel                    |      |
| 4.  | RWE Tower                                   | 91,0      | 22                   | 2005      | Dortmund            | Gerber Architekten                                | RWE Westfalen-Weser-Ems | Innenstadt-West               |      |
| 5.  | Exzenterhaus                                | 89        | 23                   | 2013      | Bochum              |                                                   | Steht auf einem 22 m hohen Bunker auf einer Verkehrsinsel. | Innenstadt-Süd                |      |
| 6.  | Telekom-Hochhaus Dortmund                   | 88,0      | 23                   | 1981      | Dortmund            | Hentrich-Petschnigg und Partner                   | Sitz von RWE-Westnetz | Innenstadt-Ost Rheinlanddamm  |      |
| 7.  | Westfalentower                              | 86,0      | 22                   | 2010      | Dortmund            |                                                   | Büros | Innenstadt-Ost, Westfalendamm |      |
| 8.  | Hochhaus Kruppstraße 5                      | 85,0      | 22                   | 1961      | Essen               | Hanns Dustmann                                    | zum Gebäudekomplex der RWE AG gehörig, seit Mai 2018 unter Denkmalschutz | Südviertel                    |      |
| 9.  | RellingHaus II                              | 82,0      | 21                   | 1999      | Essen               | Brune & Platzer, Chapman Taylor Brune, Düsseldorf | Sitz von Evonik Industries, vormals Ruhrkohle AG | Südviertel                    |      |
| 10. | Hochhaus Huyssenallee 2                     | 78,0      | 19                   | 1980      | Essen               |                                                   | Nach dem Auszug von RWE wurde mit dem Abriss begonnen. | Südviertel                    |      |
| 11. | RUHR Tower                                  | 76,9      | 22                   | 1961      | Essen               | Albert Peter Kleinwort                            | als Rheinstahl-Gebäude zwischen 1958 und 1961 als eines der ersten Essener Hochhäuser errichtet, zuletzt genutzt durch ThyssenKrupp als Nachfolgeunternehmen, seit August 2015 unter Denkmalschutz, 2016 bis 2017 durch neuen Eigentümer saniert | Südviertel                    |      |
| 12. | Bomin-Haus                                  | 75,9      | 20                   | 1975      | Bochum              |                                                   | Sitz der Deutschen Rentenversicherung Knappschaft-Bahn-See. | Wiemelhausen                  |      |
| 13. | Hochhaus der Arbeitsagentur                 | 75,0      | 17                   | 1980      | Hagen               |                                                   | Bürogebäude | Altenhagen                    | 220x |
| 14. | Citibank Tower                              | 72,0      | 20                   | 1999      | Duisburg            |                                                   | Bürogebäude | Duisburg                      |      |
| 15. | ThyssenKrupp Feuerbeschichtungsanlage FBA 7 | 70,0      |                      | 1992      | Bochum              |                                                   | Anlage von ThyssenKrupp zur Herstellung von feuerverzinktem Feinblech. | Bochum-Mitte                  |      |
| 16. | Harenberg City-Center                       | 70,0      | 21                   | 1994      | Dortmund            | Gerber Architekten                                | Sitz des Harenberg Verlags und weitere Büros | Innenstadt-West               |      |
| 17. | Dortmunder U                                | 70,0      |                      | 1926      | Dortmund            | Emil Moog                                         | Gärhochhaus der Dortmunder Union-Brauerei, Umbau zum Kreativzentrum | Innenstadt-West               |      |
| 18. | Bochumer Straße 64–66                       | 69,4      | 22                   | 1974      | Essen               |                                                   | Wohngebäude | Steele                        |      |
| 19. | Technisches Rathaus                         | 68,1      | 22                   |           | Mülheim an der Ruhr |                                                   | Technisches Rathaus | Innenstadt                    |      |
| 20. | Sparkassen-Hochhaus                         | 67,0      | 17                   | 1969      | Dortmund            |                                                   | Sparkasse Dortmund | Innenstadt-West               |      |
| 21. | IWO-Hochhaus                                | 66,0      | 19                   | 1966      | Dortmund            |                                                   | Stadtverwaltung Dortmund | Innenstadt-West               |      |
| 22. | Terrassen Hochhaus                          | 65,0      | 20                   | 1971      | Bochum              |                                                   | Höchstes Wohnhaus in Bochum: Uni-Center. | Querenburg                    |      |
| 23. | Hoist-Haus                                  | 63,4      | 17                   |           | Duisburg            |                                                   | | Dellviertel                   |      |
| 24. | Hauptverwaltung E.ON                        | 63,0      | 15                   | 2010      | Essen               | JSK                                               | zwei ellipsenförmige Bürotürme, bezogen am 18. Oktober 2010 | Rüttenscheid                  |      |
| 25. | RUHRTURM                                    | 61,0      | 15                   | 1973      | Essen               |                                                   | Ehemalige E.ON-Ruhrgas-Konzernzentrale, vormals Ruhrgas; Im heute sogenannten Ruhrturm eröffnete im Juli 2013 ein Hotel mit Büros und Konferenzzentrum.                                                                                          | Huttrop                       |      |
| 26. | Europa-Haus                                 | 60,5      | 16                   | 1962      | Bochum              |                                                   | Markant ist der rotierende Mercedes-Stern auf dem Dach. | Innenstadt-Süd                |      |
| 27. | Mercure Hotel                               | 60,5      | 16                   | 1995      | Bochum              |                                                   | Hotel Park Inn by Radisson Blu Bochum. | Innenstadt-Süd                |      |
| 28. | RellingHaus I                               | 60,4      | 17                   | 1996      | Essen               |                                                   | Gebäude der Evonik Industries, vormals Ruhrkohle AG | Südviertel                    |      |
| 29. | Ruhr-Tower                                  | 60,4      | 16                   | 1961      | Duisburg            |                                                   | Bürogebäude | Dellviertel                   |      |
| 30. | Ellipson                                    | 60,4      | 17                   | 1999      | Dortmund            |                                                   | Bürogebäude | Innenstadt-Ost                |      |

| Anzahl              | Anzahl |
| ------------------- | ------ |
| Bochum              | 7      |
| Dortmund            | 8      |
| Duisburg            | 3      |
| Essen               | 11     |
| Hagen               | 1      |
| Mülheim an der Ruhr | 1      |